# Лешек Чёрный
Лешек Чёрный (пол. Leszek Czarny; ок. 1241 — 30 сентября 1288) — один из польских правителей периода феодальной раздробленности. Князь-принцепс Польши (1279—1288), князь серадзский (1261—1288), ленчицкий (1267—1288), иновроцлавский (1273—1278), сандомирский (1279—1288).

## Биография
Лешек был старшим сыном куявского князя Казимира I от первого брака с Констанцией Вроцлавской, дочерью князя-принцепс Польши Генриха II Набожного.  Представитель мазовецкой линии династии Пястов. Прозвище «Черный» (лат. Niger) впервые появляется в хронике Дзержвы XIV века и, вероятно, было дано ему за темные волосы.
В 1257 году мать Лешека умерла, и отец вторично женился на Ефросинье Опольской. Мачеха невзлюбила двух своих пасынков и после того, как у нее родился собственный сын, стала пытаться устранить их из линии наследования. Считается, что она даже пыталась отравить их, хотя этот факт не доказан.
В 1261 году Лешек примкнул к большой коалиции польских князей, выступивших против его отца. Большого успеха его мятеж не принёс, но под давлением участников коалиции дядя Лешека Земовит передал ему Серадзское княжество, двумя годами ранее отобранное у его отца. Серадзское княжество было одним из наименее населённых в Польше. Но через вложение средств в развитие городов (Нова-Бжежница, Лютомерск, Вольбуж, Радомско) и тесное сотрудничество с церковью Лешеку удалось привлечь большое количество переселенцев.
В 1267 году умер отец Лешека, разделивший свои владения между пятью сыновьями. Лешек к уже имеющемуся Серадзу присоединил Ленчицкое княжество. Год спустя жители Иновроцлава изгнали младшего брата Леешка Земомысла из-за его пронемецкой политики и призвали из Великой Польши Болеслава Набожного. Болеслав правил в Иновроцлаве до 1273 году, после чего уступил княжество Лешеку. Лешек Чёрный владел Иновроцлавским княжеством до 1278 года, когда после съезда в Лёнде он вернул княжество Земомыслу.

### Усыновление Болеславом V
Со времени получения собственного удела Лешек установил хорошие отношения со своим двоюродным дядей, князем-принцепсом Польши и князем сандомирским Болеславом V Стыдливым. В 1265 году давший обет целомудрия Болеслав и его жена Кинга Венгерская решили усыновить Лешека и сделать его своим наследником. Известный своей бескомпромиссностью в отношениях с серадзской знатью, Лешек был не по душе краковской шляхте. Те решили призвать опольского князя Владислава. В 1273 году Владислав пошёл в поход на Краков, но 4 июня 1273 года был разбит Болеславом под Богуцином и был вынужден удовольствоваться получением Хшанувской каштелянии.

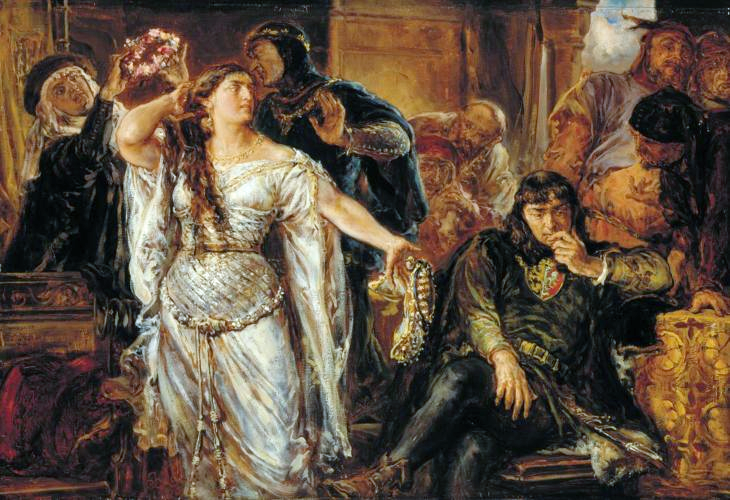
Ян Матейко. Супружеская ссора Грифины и Лешека Чёрного

В 1265 году Лешек женился на Агриппине Галицкой (также известной как Грифина), дочери князя галицкого и бана Славонии Ростислава Михайловича. Союз был весьма несчастливым. В 1271 году разразился скандал: Агриппина бежала в Краков и публично обвинила своего мужа в импотенции, добавив, что по этой причине их брак так и не был заключен. Примирение супругов состоялось четыре года спустя благодаря вмешательству Болеслава V и его жены Кинги. Агриппина вернулась к своему мужу 6 августа 1275 года. Тогда же Лешек решил пройти курс лечения у известного врача Миколая из Кракова. Его рецепт включал употребление в пищу лягушек и змей, потому что, как говорилось в «Rocznik Traski», «отсутствие потомства вызывает большое отвращение в народе». Лечение это ничего на дало, детей у Лешека и Агриппины не было.

### Князь-принцепс Польши
7 декабря 1279 года скончался Болеслав Стыдливый назначив Лешека своим преемником. Начало его правления не было мирным; в феврале 1280 года в Польшу неожиданно вторгся князь Лев Галицкий, в войско которого входили литовские и татарские отряды. Галичане разграбили Люблин, форсировали Вислу и осадили Сандомир. Однако сандомирцы стойко держали оборону и дали время Лешеку собрать силы. Решающая битва под Гозлицей произошла 23 февраля: поляки разбили галичан, а затем совершили ответный набег и разорили приграничные территории вплоть до Львова. В следующем году Лешек отправился в поход на Вроцлавское княжество, принадлежавшее князю Генриху IV Пробусу. Это было сделано в ответ на тюремное заключение союзника Лешека, великопольского князя Пшемысла II, после встречи в Сандовеле. Эта экспедиция, помимо значительного вознаграждения, не принесла ожидаемого результата.
Последующие годы правления Лешека тоже не были мирными. В 1282 году на Люблин напали ятвяги и опустошили его окрестности. Лешек отправился за ними в погоню, настиг и победил в кровавом сражении за рекой Нарев. Год спустя литовцы организовали новый набег, но Лешек смог разгромить их в битве при Ровинах
Несмотря на военные успехи, положение Лешека в Кракове и Сандомире не было особенно устойчивым из-за постоянных конфликтов с местной знатью и духовенством. Главными противниками Лешека были Краковский епископ Павел Пшеманков и сандомирский воевода Януш Старжа. Спор с епископом Павлом начался в начале 1280-х годов, когда Лешек II отказался расширить право неприкосновенности епископства. Вдова Болеслава V Кинга Венгерская также сыграла роль в этом конфликте. Согласно завещанию своего мужа, она получила в качестве вдовьего удела города Стары-Сонч c прилегающими территориями. Поскольку он находился на дороге в Венгрию, этот район был стратегически важным, и Лешек считал его слишком ценным, чтобы оставлять в ее руках. Однако другим мотивом, возможно, было то, что он хотел отдать эту землю своей собственной жене Грифине. В 1282-1283 годах конфликт достиг своего апогея, когда епископ Павел (который яростно поддерживал права Кинги) был схвачен после встречи в Лагуве и заключен в тюрьму в Серадзе. Епископ Краковский обрел свободу только благодаря активному вмешательству Польской церкви. Окончательное соглашение было подписано 30 ноября 1286 года, когда Лешек согласился выплатить епископу Павлу 3000 гривен в качестве компенсации за ущерб, вернуть его имущество и признать привилегии епископства.

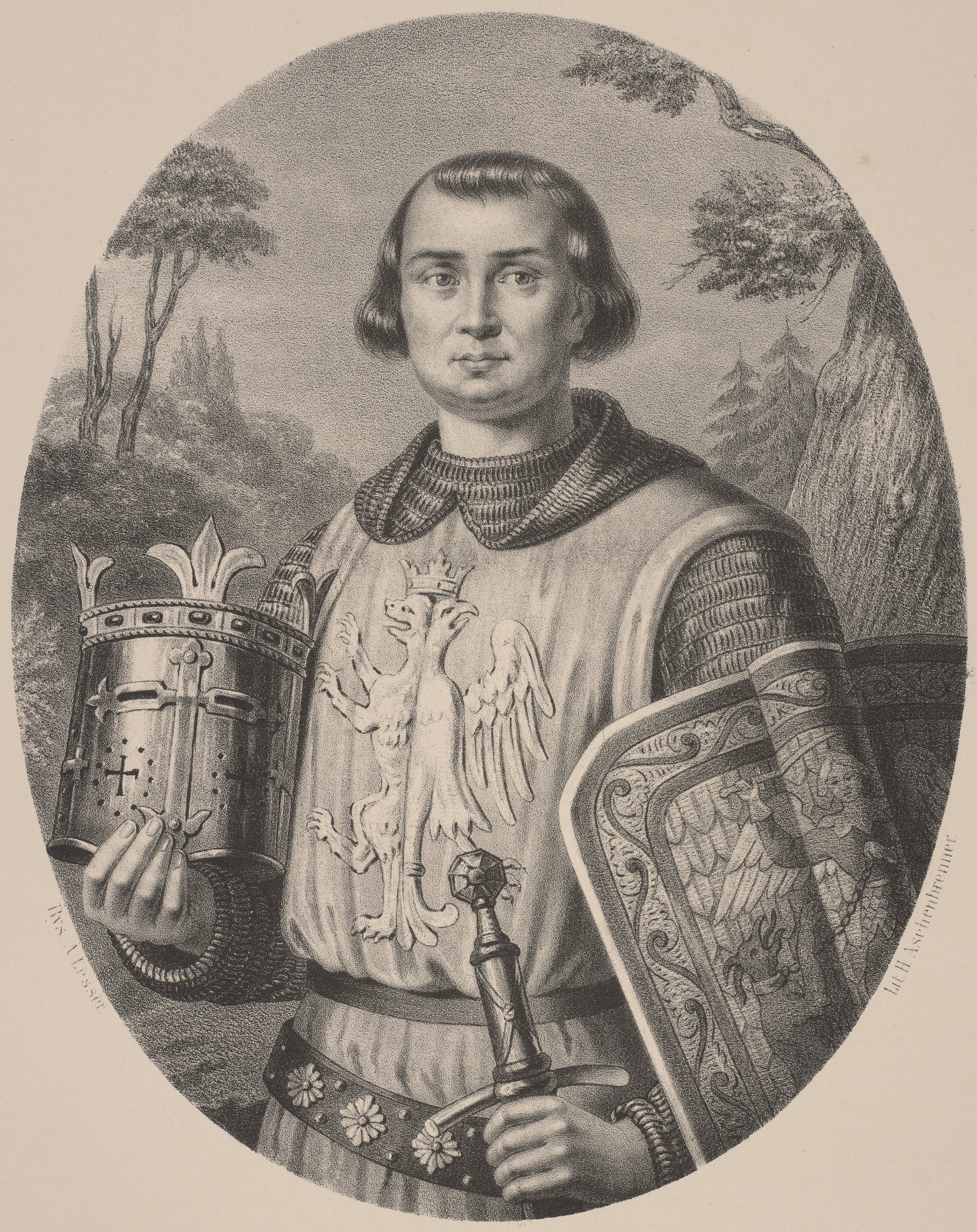
Портрет Лешека Черного из серии черно-белых портретов правителей Польши Александра Лессера

Недовольно Лешеком также было столичное рыцарство, что было удивительно, учитывая, сколько раз они верно служили князю-принцепсу в его военных кампаниях. Первое восстание произошло в 1282 году, когда воевода Януш Старжа, воспользовавшись отсутствием Лешека Черного, передал крепости Сандомир и Радом князю Конраду II Черскому. Это восстание было быстро подавлено, если оно вообще когда-либо имело место (поскольку сведения о нем содержатся только у Яна Длугоша, и, как ни странно, воевода остался на своем посту).
Более серьезное восстание произошло три года спустя, в апреле 1285 года, когда Януш Старжа, бывший воевода, а ныне каштелян Кракова, собрал большую армию и выступил против Лешека II, который, будучи застигнутым врасплох, был вынужден бежать в Венгрию. К счастью для Лешека, кандидату повстанцев на престол Конраду II Черскому не удалось взять Вавельский замок, который защищали верные князю-принцепсу горожане во главе с великой княгиней Грифиной. Лешек вернулся с венгерскими войсками, 3 мая 1285 года при Богучице разгромил повстанцев и вынудил их покинуть страну. После этих событий Лешек изменил свою политику таким образом, чтобы его правление было более стабильным.

### Последние годы
На рубеже 1287/1288 годов в Польшу вновь пришли татары под командованием Телебуги и Ногая.  С ними были галицкие полки. Поняв, что противник слишком силен, люди укрылись в хорошо укрепленных замках, а Лешек отправился в Венгрию за подмогой. На этот раз Малая Польша была лучше подготовлена к вторжению: монголы не смогли взять Краков и Сандомир, и ограничились тем, что подвергли окрестности городов разорению.
Считается, что Лешек II Черный инициировал процесс объединения Польши. Согласно теории историка Освальда Бальцера, Лешек II примерно в 1287 году собрал Первую коалицию Пястов в составе Генриха IV Пробуса, Пшемысла II, Генриха III Глогувского и его самого, главной целью которой было установить порядок наследования великокняжеского трона. Эта гипотеза опровергается современной историографией из-за известных плохих отношений между Лешеком II, Пшемыслом II и Генрихом IV Пробусом в этот период. С другой стороны, очевидное национальное объединение могло быть результатом растущего культа святого епископа Станислава Щепановского.
Лешек умер 30 сентября 1288 года в Кракове и был похоронен в местной доминиканской церкви Святой Троицы. После его смерти между наиболее амбициозными Пястами разгорелся ожесточенный спор за владение Краковским троном и Сеньориальным уделом. В конце концов, новым князем-принцепсом в 1289 году стал Генрих IV Пробус, но его внезапная смерть год спустя привела к тому, что великокняжеский трон перешел к Пшемыслу II. Однако вскоре после этого он был свергнут (1291 год) сторонниками чешского короля Вацлава II, который также стал претендовать на польскую корону. Не имея законных оснований править, Вацлав II сумел получить документ от своей тети, вдовствующей княгини Агриппины, согласно которому она уступала ему округ Стары-Сонч, который она в конце концов получила в качестве вдовьего удела, с сомнительным включением всего Сеньориального удела.

## Семья
В 1265 году Лешек II Чёрный женился на Агриппине Ростиславне, дочери князя галицкого и бана Славонии Ростислава Михайловича. Брак оказался бездетным.